# Zadné Jatky
Zadné Jatky jsou skalnatý vrch v hlavním hřebeni Belianských Tater o nadmořské výšce 2019,8 m.

## Poloha
Nachází se v centrální části pohoří, mezi Hlupým a Prostredné Jatky. Jižní svahy strmě padají do doliny Přední Měďodoly, severní postupně klesají k Ždiaru.

## Přístup
Vrchol je z důvodu ochrany přírody turisticky nepřístupný.